# Gregorio Carrizalez
Gregorio Carrizalez nació el 25 de mayo de 1937 en la Hacienda la Encantada, en la población de Boquerón, Municipio Carlos Arvelo del estado Carabobo y murió el 1 de julio de 2001 en Valencia, a los 63 años debido a una insuficiencia renal crónica, padecía de litiasis renal e hipertensión arterial.
De familia campesina, fue hijo de Vicenta Carrizalez y de Pedro Nieves Lara, ambos oriundos de Carlos Arvelo y el mayor de siete hermanos: Vicente, Máximo, Hipólito, Domingo, Juan y Flor, al fallecer su madre y debido a que después su padre enfermó, por ser el mayor asumió la responsabilidad de la crianza de sus hermanos, vivió su infancia en El Frío, poblado cercano al Central Azucarero Tacarigua, en el cual durante su adolescencia en la dura labor de cortador de caña, siempre con su bicicleta de reparto como medio de transporte, sus primeras inquietudes deportivas fueron el boxeo y el béisbol.
Se casó con Clara Elisa González el 23 de septiembre 1966, hermana del también gran ciclista y compañero de equipo José Antonio González, de esa unión nacieron: Gregzabeth, Gregorio, José Rafael y Gregardo. José Rafael y Gregardo Carrizalez siguieron los pasos de su padre y representaron a Carabobo y Venezuela en competencias ciclísticas regionales, nacionales e internacionales.
Cursó estudios de educación primaria en su pueblo natal, no pudiendo en ese entonces continuar con sus estudios secundarios debido a la precaria situación económica familiar y a la pérdida temprana de su madre, cuando tenía 19 años, lo que lo llevó a trabajar arduamente desde muy joven. Con su espíritu emprendedor, a los 50 años logró graduarse de bachiller en humanidades en el liceo San José de Guacara (Gretzabeth Carrizalez, comunicación personal, 17 de junio, 2018).
Anecdótico inicio de su carrera ciclística
Su primera experiencia con el ciclismo ocurrió de manera casual en unas fiestas patronales de un pueblo de su municipio, estando allí un amigo lo animó a competir en una carrera de bicicletas que era parte de esa fiesta popular, cuentan que Gregorio le ripostó que cómo iba a competir allí con una bicicleta de reparto y sin la indumentaria deportiva que tenían los ciclistas participantes. Su amigo pudo convencerlo y con el arrojo característico de Carrizalez, cortaron su pantalón largo como short y participó en la carrera; la sorpresa fue que con su pesada bicicleta de reparto ganó la competencia. Allí estaba presente el empresario José Manuel Orta Fábrega dueño de la Lotería del Centro y patrocinador deportivo, quién lo contactó y animó a incorporarse a la disciplina ciclística. A partir de ese momento Gregorio Carrizalez se mudó a la ciudad de Valencia capital del estado Carabobo a iniciar su entrenamiento deportivo. Orta Fábrega lo ayudó a instalar un pequeño negocio de venta de repuestos de bicicletas en la avenida las Ferias (Gretzabeth Carrizalez, comunicación personal, 17 de junio, 2018).

De Valencia a Maturín

Gracias a su triunfo en la 1a Vuelta Ciclística a Venezuela, José Regino Peña gobernador del estado Carabobo, le obsequió una casa en la Urbanización Tarapío, Naguanagua, estado Carabobo (Hurtado Herrera, s.f). Esta casa aún la conserva la familia, ya que Gregorio nunca la quiso vender, pero se vio obligado a mudarse con toda su familia a Maturín, Capital del estado Monagas al oriente del país, ya que le habían asignado un cargo como entrenador en el Instituto Nacional de Deportes (IND). Allí permaneció durante 17 años, cuando logró el cambio para el IND de Valencia, estado Carabobo (Gretzabeth Carrizalez, comunicación personal, 17 de junio, 2018).
Carrera Deportiva
Gregorio Carrizalez participó en sus primeras competencias ciclísticas bajo el patrocinio de Lotería del Centro (Gretzabeth Carrizalez, comunicación personal, 17 de junio, 2018). En los años 60, únicos en su breve pero rutilante paseo por el devenir ciclista, impresionó por su estilo trepidante, explosivo y antagónico en exceso, Carrizalez fracturaba los pelotones y reducía a los rivales a su mínima expresión. Tenía el toque de excelencia de los predestinados, por eso su acoso permanente e intermitente, acaba en el inevitable arribo en solitario con asombrosa regularidad (Saer, s.f).
1a Vuelta Ciclística a Venezuela
Gregorio Carrizalez se alzó con la 1a edición de la Vuelta Ciclística a Venezuela registrando un tiempo de 22:28:45, esta carrera se realizó en cinco etapas con una trayectoria de 796 kilómetros, del 16 al 19 de marzo de 1.963. En la competencia participaron 50 ciclistas de 12 estados, de los cuales se retiraron 32. Lugar de salida: Plaza Miranda, El Silencio, Caracas, Lugar de llegada: Velódromo Teo Capriles, Caracas. La clasificación fue la siguiente (Arráez, s.f):
Por Etapas
| Etapa                        | Trayectoria | Ganador             | Tiempo  |
| Caracas-Puerto Cabello       | 212 Km.     | Gregorio Carrizalez | 5:36:52 |
| Puerto Cabello -Barquisimeto | 174 Km.     | Máximo Romero       | 4:35:53 |
| Barquisimeto-San Carlos      | 155 Km.     | José Blanco         | 4:13:35 |
| San Carlos-Valencia          | 100 Km.     | Víctor Chirinos     | 3:15:50 |
| Valencia-Caracas             | 156 Km.     | Silvio Rodríguez    | 4:36:52 |

Carrizalez celebra el triunfo en el velódromo Teo Capriles (s.f)

General
| Lugar | Ciclista            | ESTADO           | TIEMPO   |
| 1     | Gregorio Carrizalez | Carabobo         | 22:28:45 |
| 2     | Máximo Romero       | Carabobo         | 22:33:15 |
| 3     | J.R Blanco          | Distrito Federal | 22:37:38 |
| 4     | José Márquez        | Aragua           | 22:40:53 |
| 5     | Ramón Guillén       | Anzoátegui       | 22:40:55 |
| 6     | Silvio Rodríguez    | Carabobo         | 22:42:15 |
| 7     | Idolfredo Petit     | Zulia            | 22:43:15 |
| 8     | Claudio Martínez    | Trujillo         | 22:45:13 |
| 9     | Cristóbal González  | Zulia            | 22:45:43 |

Carrizales celebra el triunfo en el velódromo Teo Capriles (s.f)
Aun cuando Gregorio Carrizalez solo ganó la primera etapa (tramo en el cual abandonaron diez corredores), el resto lo hizo con buenos tiempos que le permitió mantener la franela de líder en toda la prueba (Arráez, s.f).
1er Título Panamericano de Ruta
El 28 de abril de 1963, 14 países se dieron cita en Interlagos, Sao Paulo, Brasil para competir en los IV Juegos Panamericanos en una ruta de 175 km. El equipo venezolano era considerado un relleno, los uruguayos, mexicanos, colombianos y argentinos recibían los créditos de la prensa. Fue una cruenta lucha que dejó en el camino a muchos participantes, entre ellos estaban los compañeros de equipo de Carrizalez. Acostumbrado a regar cada carretera con su pasión, a las 4 horas y 42 minutos Gregorio Carrizalez conquistó con gloria el campeonato de los IV Juegos Panamericanos (Saer, s.f).
Orden Honor al Mérito “Gregorio Carrizalez”
En el año 2017 la Asociación de Jubilados y Pensionados del Instituto Nacional de Deportes del Estado Carabobo, creó la Orden Honor al Mérito Deportivo “Gregorio Carrizalez”, en su única clase. Este reconocimiento se les otorga a personas de distintas esferas de la sociedad que han dado un notable apoyo al ciclismo nacional (Gretzabeth Carrizalez, comunicación personal, 17 de junio, 2018).

## Palmarés
1961
- 3º en 12ª etapa Vuelta de la Juventud Mexicana, Pachuca  México

1962
- 2º en IX Juegos Centroamericanos y del Caribe, Ruta, Kingston  Jamaica
- 1º en IX Juegos Centroamericanos y del Caribe, Ruta, Contrarreloj por Equipos  Jamaica

1963
- 1º en Juegos Panamericanos de 1963, Ruta, Sao Paulo  Brasil
- 1º en Clasificación General Final Vuelta a Venezuela  Venezuela

1966
- 3º en X Juegos Centroamericanos y del Caribe, Ruta, Contrarreloj por Equipos  Puerto Rico
- 10º en Clasificación General Final Vuelta al Táchira  Venezuela

## Equipos
- 1963  Selección del estado Carabobo
- 1963  Selección Nacional de Venezuela
- 1966  Selección Nacional de Venezuela